# 후지하라 유타
후지하라 유타(일본어: 藤原 悠汰, 1999년 4월 9일~)는 일본의 축구 선수이다.

## 구단 경력
그는 2022년 J1리그의 사간 도스에 입단했다. 6월 J2리그의 몬테디오 야마가타로 임대 이적했다. 2023년 사간 도스로 복귀했다. 2024년 J2리그의 에히메 FC로 이적했다.